# Forces navales turkmènes
Les forces navales du Turkménistan  (turkmène : Türkmenistanyň Harby-deňiz Güýçleriis) est la branche de marine de guerre des Forces armées de la république du Turkménistan. La marine opère principalement sur la mer Caspienne et est actuellement basée au port de Türkmenbaşy. De 1992 à 1997, elles furent dirigées par le State Border Service of Turkmenistan (en) et depuis par le Ministère de la défense.

## Historique
La marine du Turkménistan a été créée en 1992. De 1992 à 1997, la marine du Turkménistan a existé en tant que division distincte des navires et des bateaux des gardes-frontières, déployés dans la ville de Turkmenbashi au sein des troupes frontalières du ministère de la Défense du Turkménistan, et puis transféré au Service national des frontières du Turkménistan. En août 2009, le président du Turkménistan Gurbanguly Berdimuhammedow a annoncé la création d'une nouvelle marine indépendante, affirmant qu'elle serait utilisée pour protéger la nation contre les menaces extérieures . Le 1er octobre 2009, le président a déclaré la précédente marine turkmène nulle et non avenue. Le 22 janvier 2010, un programme quinquennal de développement de la marine a été mis en œuvre, qui a jeté les bases de la création d'une marine nationale au sein du ministère de la défense.
À la fin de cette période de 5 ans en 2015, la marine fut engagée dans sa première action majeure depuis sa création. Des navires de la marine turkmène ont tiré sur un bateau de pêche en provenance d'Iran, coulant le bateau et tuant l'un des pêcheurs. Les médias iraniens ont qualifié les actions de la marine de "dépassement des normes diplomatiques et contraires au droit international" . En septembre 2017, il a tenu ses premiers exercices navals en mer Caspienne. Depuis 2018, les efforts se sont poursuivis pour renforcer la marine.

## Organisation
La base navale principale du Turkménistan est la base navale de Dzhanga située dans le port de Turkmenbashi. Afin de contrôler et de réglementer l'accès à la base navale, des barrières ont été installées par la société israélienne NICE Systems en plusieurs points : à l'entrée de la base, les logements militaires, le chantier de construction, les quais et le dépôt de munitions. En 2010, la marine du Turkménistan comprenait 16 bateaux de patrouille et 2.000 militaires. Un bataillon d'infanterie de marine (Turkmène : deňiz pyýada goşuny) est maintenu dans les forces terrestres turkmènes.

## Flotte
Equipement en 2015:
| Origine              | Type                        | Classe          | Nom              | Pennant number | Notes                                                        |
| -------------------- | --------------------------- | --------------- | ---------------- | -------------- | ------------------------------------------------------------ |
| Russie               | Bateau lance-missiles       | Lightning 12418 | Edermen Gayratly | 828 829        | En service depuis 2011                                       |
| Turquie Turkménistan | Bateau de patrouille rapide | Project NTPB    | Arkadag Merdana  | SG-111 SG-113  | Armé de missiles sol-air navals SIMBAD-RC produits en France |
| Union soviétique     | Patrouilleur                | Projet 1400     |                  |                | Acquis en 1992                                               |
| États-Unis           | Embarcation de débarquement | type LCM-1      |                  | SK-156         |                                                              |
| Turkménistan         | remorqueur                  |                 |                  |                |                                                              |

## Enseignement naval

### Institut naval turkmène
En juin 2010, le Conseil de sécurité de l'État du Turkménistan a annoncé la création d'un institut naval (Turkmène : Harby-deňiz institutynda) à Turkmenbashi  . Il a été officiellement ouvert par le président Berdimuhamedow le jour de la marine le 9 octobre 2015. En septembre 2014, plus de 100 cadets de l'institut naval ont assisté à un cours de formation organisé par l'Organisation pour la sécurité et la coopération en Europe (OSCE) sur la sécurité des frontières maritimes et la gestion des ports.

### École navale spécialisée
L'école navale spécialisée est un internat pour les jeunes turkmènes, qui fait partie du ministère de la Défense. L'admission aux études à l'École navale spécialisée nécessite des jeunes de 7e année ainsi que des élèves éduqués moralement et physiquement forts.